# 초안

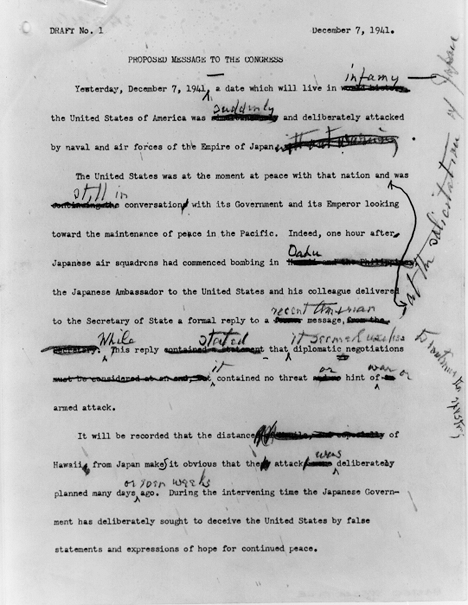
프랭클린 D. 루스벨트의 치욕의 연설(Infamy Speech) 초안. 대통령이 손으로 쓴 주해가 보인다.

초안(草案)은 글쓴이가 글을 발전시키기 위해 초를 잡아 적는 예비 단계 또는 그 단계에 있는 글을 가리킨다. 유의어로는 원고(原稿), 초고(草稿) 등이 있다. 초안 문서는 쓰기 과정의 초기 단계에서 글쓴이가 작성한 글을 말한다. 초안은 한자로 '엉성할 초'(草), '생각할 안'(案)으로, 처음 초(初)가 아님을 주의해야 한다.
초안 단계에서 저자는 다음의 일을 한다:
- 더 조화로운 문구를 만든다
- 지금까지 만든 문구와 관련하여 생각을 정리한다[1]
- 예시/아이디어를 설명한다
- 변화를 들추어낸다
- 중심 논거/요점을 발견한다[2]
- 주 아이디어를 자세히 설명한다
- 맞춤법, 단어 선택, 문법 수정을 하기 위해 진지하게 생각한다[3]

1950년대에 유명했던 책인 《문체의 요소》(The Elements of Style)에서 저자 스트렁크(Strunk)와 화이트(White)는 최종안으로부터 편집이 덜 된 판으로서 최초의 초안을 기술하고 있다. 이 책에서 스트렁크와 화이트는 "글짓기의 최초 원칙은 어떠한 모양이 나올지를 예견하고 결정하며 그 모양을 추구하는 일이다."라고 언급하고 있다. 이 모양은 최종 완성되는 작품이 될 초안을 말한다.

## 같이 보기
- 쓰기 과정
- 글 쓰기